# Abbassi Madani
Dans ce nom, le nom de famille précède le nom personnel.
Pour les articles homonymes, voir Madani.
Abbassi Madani (en arabe : عباسي مدني), né le 28 février 1931 à Sidi Okba près de Biskra (Algérie) et mort le 24 avril 2019 à Doha (Qatar), est un homme politique algérien qui fut le cofondateur et le président du Front islamique du salut en Algérie.

## Biographie
Abbassi Madani est le fils d'un imam. Il commence ses études dans une école coranique puis entre en 1941 dans une école de l'association 'Ulamâ (d'Ibn Bâdis) et suit les cours dispensés à la Masjidia du cheikh Nuaïmi. 
Il adhère au PPA-MTLD et participe à la lutte pour l'indépendance de l'Algérie dans les années 1950. Membre du groupe Marzougui, dans la nuit du 31 octobre au 1er novembre 1954, il est chargé de poser des bombes à Radio-Alger. Arrêté le 17 novembre 1954, il passe toute la durée de la guerre en prison. Incarcéré à la prison Maison Carrée et à Barberousse, il apprend l'anglais. Après 1962, il milite au sein du FLN jusqu'à la fin des années 1970. Il est élu de ce parti de 1969 à 1974. 
En 1962, il s'inscrit en licence de philosophie à l'université d'Alger et y prépare une thèse de psychologie de l’éducation, dans laquelle il défend la supériorité d'un système éducatif enraciné dans l'islam. 
En 1963, il crée l'association El Qiyam (les valeurs), fondée par le penseur Malek Bennabi, et qui milite pour l'instauration de la loi coranique et qui est interdite en 1970 par le président Boumédiène. Professeur de sociologie à la faculté des sciences humaines de Bouzareah (Alger), il séjourne de 1975 à 1978 à Londres pour préparer une thèse. Après ses études à Londres, où il obtient un doctorat, il revient en Algérie. Il enseigne alors la psychopédagogie à l'université d'Alger.
Le 12 novembre 1982, dix jours après le meurtre de Kamel Amzal, il participe au grand rassemblement de 5 000 islamistes venus écouter les chouyoukh Abdellatif Soltani et Ahmed Sahnoune. 
Le 27 novembre 1982, au terme d'une prière collective qui rassemble plusieurs milliers de personnes, Abbassi Madani présente une revendication en quatorze points, qui réclame notamment le respect de la charia, l'épuration de l’État des « éléments hostiles à notre religion » et la suppression de la mixité. Il est alors emprisonné jusqu'en mai 1984,  
Le 18 février 1989, Abbassi Madani annonce officiellement à la mosquée Elssouna de Bab El Oued avec son ami Ali Belhadj, la création d'un parti politique dénommé Front islamique du salut (FIS). Contrairement à ce dernier, tenant d'une ligne plus radicale et salafiste, il prône alors un conservatisme religieux relativement modéré avec un attachement tiède à la démocratie, et plaçait la charia au-dessus de cette dernière. À l'occasion des élections municipales de juin 1990, le FIS remporte largement le scrutin et est majoritaire dans la plupart des grandes villes algériennes et plus particulièrement les municipalités du grand Alger. Le programme politique du FIS consiste à appliquer la charia en Algérie et islamiser la société algérienne.
Pendant la guerre du Golfe, sa position consiste initialement à exiger le retrait des troupes occidentales de la péninsule arabique tout en demandant à Saddam Hussein d'en faire de même du Koweït. Cependant après le déclenchement de l'opération Tempête du désert, il se range catégoriquement derrière Saddam Hussein et propose de lui envoyer des volontaires, avec à leur tête Ali Belhadj, ce qui prive le FIS du soutien financier saoudien. 
Le 28 juin 1991, Abbassi Madani lance un appel à la désobéissance civile pour protester contre la nouvelle loi électorale « qui favoriserait » le FLN.

### Emprisonnement
Le 30 juin 1991, Abbassi Madani est arrêté sur ordre du général Khaled Nezzar, alors ministre de la Défense nationale, et incarcéré à la prison militaire de Blida. Le 16 juillet 1992, le tribunal militaire de Blida le condamne, avec Ali Belhadj, à 12 ans de prison pour « crimes contre la sûreté de l'État » et « atteinte à l'économie nationale »,.
Il est souvent soupçonné de diriger une partie des actions armées du FIS depuis sa prison, même si l'autonomie des diverses factions armées était importante et que la plus grande confusion et de nombreuses manipulations ont lieu en Algérie durant la sanglante décennie 1990. Ces manipulations conduisent à l'arrestation de sa nièce Sanaa Madani en compagnie d'un informaticien français nommé Stéphane Fertin, fiché au grand banditisme et considéré comme un excellent hacker : elle est expulsée en Algérie, malgré son statut de réfugiée politique obtenue en France, puis disparaît dans les prisons algériennes, alors qu'il est incarcéré à la prison de Fresnes, inculpé de divers chefs d'inculpations dont certains sont liés au terrorisme, et d'autres liés à des actes de droit commun.[réf. nécessaire]
Le 15 juillet 1997, Abbassi Madani est libéré de prison, mais mis en résidence surveillée dans la maison de son père à Belouizdad. Lorsque l'on découvre qu'il soutient encore la lutte armée du GIA et de l'AIS, il est à nouveau emprisonné en août 1997. En mars 1999, sa famille est autorisée à lui rendre visite. 
Le 11 juin 1999, dans une lettre adressée au président Abdelaziz Bouteflika, il fait part de son « appui total et sans réserve » à Madani Mezrag (ar), chef de l'Armée islamique du salut (AIS), le bras armé du FIS, qui a annoncé un arrêt définitif de la lutte armée. Il sera libéré le 2 juillet 2003, sous la présidence d'Abdelaziz Bouteflika.

### Exil
Abbassi Madani lance un appel à la fin de la lutte armée, le 25 août 2003 puis va en Arabie saoudite, en Malaisie et au Qatar.
Le 14 septembre 2004, il commence une grève de la faim à Doha, pour soutenir la libération des otages français (Christian Chesnot et Georges Malbrunot) et italiennes (Simona Pari et Simona Torretta (it)) en Irak. Il déclare à plusieurs reprises, ces dernières années, que son organisation avait été infiltrée par l'armée et les services secrets algériens.

### Mort
Il meurt le 24 avril 2019 à Doha. Des milliers de personnes participent à ses funérailles à Belouizdad, avant son inhumation le 27 avril au cimetière Sidi M'Hamed.

## Vie privée
Marié, Abbassi Madani est le père de six enfants, cinq garçons et une fille.